# Hosakoppa, Hosanagara
Hosakoppa là một làng thuộc tehsil Hosanagara, huyện Shimoga, bang Karnataka, Ấn Độ.